# Marieke Westenenk
Marieke Westenenk (Hoogeveen, 30 juni 1986) is een Nederlands actrice en zangeres. Ze is bekend van series als Het Huis Anubis, Komt een man bij de dokter en Mocro Maffia.

## Loopbaan
Westenenk stond van jongs af aan op het podium als klassiek danseres en zangeres, waarbij ze in verschillende amateurmusicals verscheen. Op haar elfde speelde ze de rol van weesmeisje Kate in de musical Annie. Op haar veertiende maakte ze haar tv-debuut in de serie IJs van de NCRV, als de jonge schaatsster Maaike. Vanaf die tijd heeft ze een gastrol gespeeld in onder andere Goede tijden, slechte tijden, Oppassen!!! en Onderweg naar Morgen.
Na haar middelbare school in Harderwijk op het Christelijk College Nassau Veluwe, heeft Westenenk aan de Fontys dansacademie in Tilburg gestudeerd, richting Musicaltheater. Daarnaast kreeg ze zangles op het conservatorium in Tilburg.
Vanaf 2006 was Westenenk te zien in de succesvolle jeugdserie Het Huis Anubis, als Joyce van Bodegraven. Deze rol heeft ze tot 2009 vervuld. Naast Anubis heeft ze ook in de films Anubis en het pad der 7 zonden en Anubis en de wraak van Arghus gespeeld en in de theatershow Anubis en de graal der eeuwige vriendschap. Als Joyce bracht ze een solonummer uit, Zondag, op de cd van Het Huis Anubis.
In mei 2010 nam ze de rol over van Annelieke Bouwers in de finale afleveringen van Onderweg naar Morgen en een jaar later begint er een nieuw avontuur in een jeugdserie. Marieke speelt de rol van ridder Lisa in Raveleijn van de Efteling waarvoor ze met vallen en opstaan heeft leren paardrijden. 
Westenenk vertolkte van oktober 2012 tot en met juni 2024 in de SBS6-komedieserie Komt een man bij de dokter. Hierin speelde zij het domme blondje Mandy van der Spek. In 2013 was ze dagelijks te zien als Sanne Ruiter in de komedieserie Ik ook van jou.
In de jaren die volgden speelde Westenenk meerdere gastrollen, waaronder in film als Bro's before Ho's en Soof 2 en de Bollywoodfilm Jab Harry Met Sejal met als tegenspeler acteur Shahrukh Khan. Ook vertolkte ze rollen in series als Het kasteel van Sinterklaas & de bonte wensballon, Bar Gezellig, Hard tegen Hart, Neonletters en Popoz. 
Van oktober 2018 tot en met november 2024 vertolkte ze de rol van Chantal Massing in de misdaadserie Mocro Maffia. Daarnaast hernam ze in 2023 deze rol in de film Mocro Maffia: Tatta.
In 2025 is Westenenk een van de deelnemers aan het 25e seizoen van het RTL 4-programma Expeditie Robinson.